# The Algorithm (singolo)
The Algorithm è un singolo del gruppo musicale statunitense Puscifer, pubblicato il 29 maggio 2024.

## Descrizione
Presentato il 28 maggio 2024 su Sirius XM, il brano è stato realizzato come colonna sonora della serie a fumetti American Psycho di Sumerian Comics. Il testo critica aspramente il doomscrolling da social network soffermandosi sulla «dipendenza da attenzione e dopamina» dell'uomo moderno. In particolare, l'algoritmo a cui fa riferimento il titolo, responsabile della selezione dei contenuti delle piattaforme social, viene definito come un vero e proprio dio.

## Video musicale
Un video animato per il brano, illustrato da Piotr Kowalski e Brad Simpson e animato da Tony Celano, è stato diffuso attraverso i canali della Sumerian Records il giorno della pubblicazione del singolo.

## Tracce
Testi e musiche dei Puscifer.
1. The Algorithm (From the "American Psycho" Comic Series Soundtrack) – 4:07

## Formazione
- Maynard James Keenan – voce, produzione
- Carina Round – voce, produzione
- Mat Mitchell – chitarra – programmazione, produzione, registrazione, missaggio
- Gunnar Olsen – batteria
- Stephen Marcussen – mastering